# Serra de la Petita
La Serra de la Petita és una serra situada al municipi de Berga a la comarca del Berguedà, amb una elevació màxima de 876 metres. una muntanya de 863 metres d'altitud, que es troba al municipi de Berga (comarca del Berguedà), el cim de la qual té situat un vèrtex geodèsic (referència 282091001). El cim de la qual té situat un vèrtex geodèsic (referència 282091001).